# Чеборор, Роберт
Роберт Чеборор — кенийский бегун на длинные дистанции. Победитель Амстердамского марафона 2004 года. На этом марафоне он установил личный рекорд — 2:06.23. В 2003 году стал серебряным призёром Берлинского полумарафона с результатом 1:01.55. Серебряный призёр Бостонского марафона 2004 года. На чемпионате мира 2005 года занял 11-е место на марафонской дистанции с результатом 2:14.08. В 2005 году финишировал 14-м на Нью-Йоркском марафоне. Занял 5-е место на Чикагском марафоне 2006 года. Бронзовый призёр Амстердамского марафона 2008 года. В 2010 году занял 5-е место на Миланском марафоне.